# Diceogene
Diceogene (Atene, 430 a.C. circa – 390 a.C. circa) è stato un poeta greco antico.

## Biografia e opere
Compositore di ditirambi e tragedie, di cui Aristotele cita una tragedia, I ciprii, sulla storia del personaggio mitologico di Teucro, come esempio di svelamento dell'eroe tragico. altresì, da altre fonti è nota una sua Medea. 
Giovanni Stobeo ne riporta alcuni frammenti di carattere gnomico.